# Lis Frost
Lis Birgitta Magdalena Frost Danielsson (* 11. November 1961 in Fjällsjö) ist eine ehemalige schwedische Skilangläuferin.

## Werdegang
Frost startete in der Saison 1985/86 erstmals im Skilanglauf-Weltcup. Am 13. März 1986 gewann sie in der 4 × 5-km-Staffel mit Carina Görlin, Karin Lamberg-Skog und Annika Dahlman in Oslo ihren ersten und auch einzigen Weltcup. Ihre erste Saison beendete Frost später auf Rang 38 der Weltcup-Gesamtwertung.
Bei den Olympischen Winterspielen 1988 in Calgary startete Frost im 20-km-Einzelrennen und wurde am 21., bevor sie mit der Staffel auf den sechsten Rang lief. Kurze Zeit später wurde Frost gemeinsam mit Marie-Helene Westin und Eva Korpela Schwedische Meisterin in der Staffel. Die folgende Saison 1988/89 wurde zu ihrer erfolgreichsten Saison. So erreichte sie in Klingenthal mit dem fünften Platz über 30 km im freien Stil ihr bestes Einzelresultat in einem Weltcup. Am Ende der Saison belegte sie den 33. Platz. Zuvor hatte sie bei den Nordischen Skiweltmeisterschaften 1989 im finnischen Lahti Platz 28 über 10 km und Platz 20 über 20 km belegt. Zwei Jahre später absolvierte sie im Val di Fiemme ihre erfolgreichsten Weltmeisterschaften. Als Zehnte im Einzel und sechste mit der Staffel erreichte sie gute Top-10-Ergebnisse.
Bei ihren zweiten Olympischen Winterspielen 1992 in Albertville gehörte sie im Vergleich zu 1988 nicht mehr zur Staffel und startete lediglich über 15 und 30 km in den Einzelrennen. Mit den Plätzen 31 und 47 belegte sie dabei jedoch nur Plätze im hinteren Feld.
In Lillehammer gelang Frost bei ihren dritten und letzten Olympischen Winterspielen 1994 noch einmal ein 28. Platz über 30 km.
In ihrer letzten Weltcup-Saison 1996/97 konnte Frost wie bereits in den beiden Vorjahren keine Weltcuppunkte gewinnen. Nach der Saison beendete sie ihre aktive Karriere.

## Erfolge

### Siege bei Weltcuprennen

#### Weltcupsiege im Team
| Nr. | Datum         | Ort  | Disziplin                   |
| --- | ------------- | ---- | --------------------------- |
| 1.  | 13. März 1986 | Oslo | 4 × 5 km Staffel Freistil 1 |

## Platzierungen im Weltcup

### Weltcup-Statistik
Die Tabelle zeigt die erreichten Platzierungen im Einzelnen.
- 1.–3. Platz: Anzahl der Podiumsplatzierungen
- Top 10: Anzahl der Platzierungen unter den ersten zehn
- Punkteränge: Anzahl der Platzierungen innerhalb der Punkteränge
- Starts: Anzahl gelaufener Rennen in der jeweiligen Disziplin
- Hinweis: Bei den Distanzrennen erfolgt die Einordnung gemäß FIS.

| Platzierung                                                                | Distanzrennen a | Distanzrennen a | Distanzrennen a | Distanzrennen a | Distanzrennen a | Skiathlon Verfolgung | Sprint | Etappen- rennen b | Gesamt | Team c | Team c  |
| Platzierung                                                                | ≤ 5 km          | ≤ 10 km         | ≤ 15 km         | ≤ 30 km         | > 30 km         | Skiathlon Verfolgung | Sprint | Etappen- rennen b | Gesamt | Sprint | Staffel |
| -------------------------------------------------------------------------- | --------------- | --------------- | --------------- | --------------- | --------------- | -------------------- | ------ | ----------------- | ------ | ------ | ------- |
| 1. Platz                                                                   |                 |                 |                 |                 |                 |                      |        |                   |        |        |         |
| 2. Platz                                                                   |                 |                 |                 |                 |                 |                      |        |                   |        |        |         |
| 3. Platz                                                                   |                 |                 |                 |                 |                 |                      |        |                   |        |        |         |
| Top 10                                                                     |                 |                 |                 | 1               |                 |                      |        |                   | 1      |        |         |
| Punkteränge                                                                |                 | 1               |                 | 3               |                 |                      |        |                   | 4      |        |         |
| Starts                                                                     | 3               | 4               | 3               | 6               |                 |                      |        |                   | 16     |        |         |
| Stand: Karriereende / Daten unvollständig (nur soweit von FIS aufgenommen) |                 |                 |                 |                 |                 |                      |        |                   |        |        |         |

### Weltcup-Gesamtplatzierungen
| Saison  | Gesamt | Gesamt | Distanz | Distanz | Sprint | Sprint |
| Saison  | Punkte | Platz  | Punkte  | Platz   | Punkte | Platz  |
| ------- | ------ | ------ | ------- | ------- | ------ | ------ |
| 1985/86 | 5      | 38.    | –       | –       | –      | –      |
| 1987/88 | 5      | 43.    | –       | –       | –      | –      |
| 1988/89 | 11     | 33.    | –       | –       | –      | –      |
| 1990/91 | 6      | 37.    | –       | –       | –      | –      |
| 1993/94 | 11     | 52.    | –       | –       | –      | –      |

## Privates
Lis Frost ist verheiratet mit dem Skilangläufer Sven-Erik Danielsson.